# Větší než my
Větší než my (anglicky Bigger Than Us) je francouzský dokumentární film z roku 2021 sledující osudy sedmi mladých aktivistů, kteří se věnují palčivým environmentálním nebo sociálním problémům ve svém okolí. Na filmu spolupracovaly režisérka a scenáristka Flore Vasseur, koproducentka Marion Cotillard a indonéská aktivistka Melati Wijsen.

## Popis
Film vymyslela a natočila francouzská spisovatelka, scenáristka a dokumentaristka Flore Vasseur, produkovala jej známá francouzská herečka Marion Cotillard. Snímek představuje další méně známé aktivisty, kteří jdou ve stopách známější aktivistky Grety Thunbergové.
Hlavní aktérkou a průvodkyní je mladá indonéská klimatická aktivistka Melati Wijsen. Ta provází diváky na různá místa celé planety a setkává se v reálném prostředí s mladými aktivisty, kteří se snaží změnit svět. Mezi ostatní představitele patří Xiuhtezcatl Martinez (USA), Memory Banda (Malawi), René Silva (Brazílie), Mohamad Al Jounde (Libanon), Mary Finn (Řecko) a Winnie Tushabe (Uganda). 
Jejich aktivismus sahá od ochrany životního prostředí po vzdělávání mladých v oblasti sexuální výchovy v zaostalých regionech Afriky, zlepšování podmínek uprchlíků až po zamoření oceánů plasty. Film sleduje jejich každodenní aktivity, boj s byrokracií i předsudky, ale také snahu o oslovení vlivných lidí a skupin.

## Účinkující

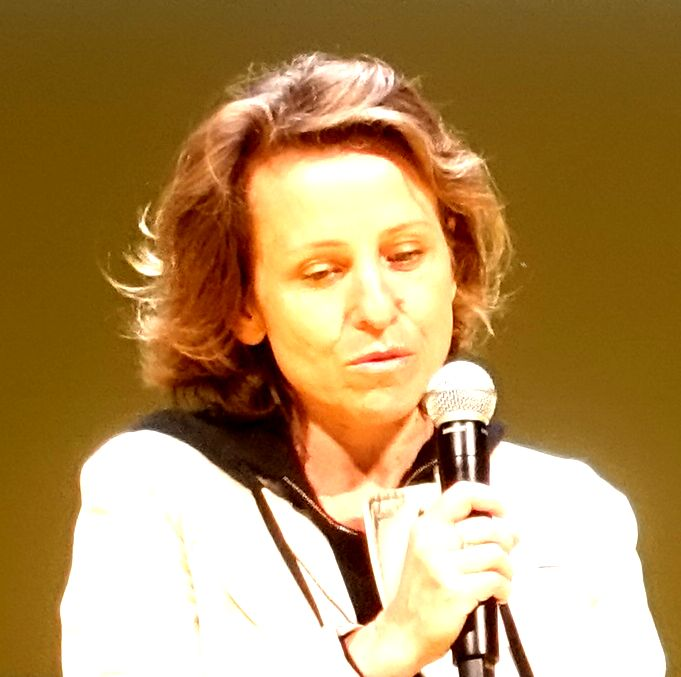
Režisérka filmu Flore Vasseur

- Režisérka filmu Flore VasseurMary Finn[4]
- Melati Wijsen[5]
- Xiuhtezcatl Martinez
- Memory Banda[6]
- René Silva
- Mohamad Al Jounde
- Winnie Tushabe

## Citát
| „                                     | Kolik pochodů ještě musíme zorganizovat, kolik životů ještě bude zmařeno, kolik velryb zemře na pobřeží s žaludky plnými plastů, než se podaří skutečně něco změnit? Odkud tato změna pochází a kdo ji bude vést? Protože času je žalostně málo. | “ |
| — Melati Wijsen, katalog MFDF Jihlava | |   |

## Tvůrčí tým
- Režie, scénář: Flore Vasseur
- Scénář: Flore Vasseur
- Kamera: Christophe Offenstein
- Hudba: Remi Boubal
- Produkce: Marion Cotillard

## Uvedení
Film měl premiéru na festivalu v Cannes v roce 2021. Do francouzských kin byl uveden v 22. září 2021. V České republice byl uveden na jihlavském festivalu dokumentárních filmů.

## Ocenění
Snímek byl nominován na francouzské ceny César. Získal řadu dalších cen, např. na festivalech Dei Popoli a Reel 2 Real Youth. 